# Damian Domonik
Damian Domonik (ur. 1 lipca 1985 roku w Raciborzu) – polski siatkarz, grający na pozycji środkowego. Wychowanek Rafako Racibórz, zawodnik Górnika Radlin, potem ZAK S.A. Kędzierzyn-Koźle. W 2008 roku został graczem Jadaru Radom.

## Kariera sportowa
Karierę sportową rozpoczynał w AZS-ie Rafako Racibórz. W latach 2004–2005 grał w Górniku Radlin, z którym spadł z Polskiej Ligi Siatkówki, zajmując w tych rozgrywkach przedostanie, 9. miejsce. Wówczas rozegrał 23 spotkania ligowe, zdobywając w nich 174 punkty.
W latach 2005–2008 był zawodnikiem zespołu ekstraklasy, Mostostalu-Azoty SA Kędzierzyn-Koźle. Następnie grał w Jadarze Radom i AZS-ie Nysa. Obecnie broni barw AZS-u UAM Poznań.
W 2003 roku z reprezentacją Polski wywalczył złoty medal na Festiwalu Olimpijskim Młodzieży Europy w Paryżu.

## Życie prywatne
Ukończył Szkołę Mistrzostwa Sportowego. Studiuje w Wyższej Szkole Zarządzania i Administracji w Opolu.